# Премьер-министр Великобритании
Премьер-министр Соединённого королевства Великобритании и Северной Ирландии является главой правительства Великобритании и председателем кабинета министров — комитета высших правительственных чиновников. Как глава правительства, премьер-министр выполняет многие из исполнительных функций от имени Суверена, который является главой государства и верховным носителем исполнительной власти в качестве монарха-в-Совете.
Согласно обычаю, и премьер-министр, и Кабинет министров состоят из действующих депутатов парламента Великобритании и отвечают перед ним за свои действия.
Действующим премьер-министром Великобритании является сэр Кир Стармер — лидер Лейбористкой партии (с 4 апреля 2020 года).
Как указывает название должности, премьер-министр является главным советником монарха. Исторически первый министр мог занимать любую из высших государственных должностей, например должности Лорда канцлера, Архиепископа Кентерберийского, Лорда распорядителя, Канцлера казначейства, Лорда хранителя печати или государственного секретаря. С появлением в XVIII веке правительства, состоящего из кабинета министров, его главу стали называть «премьер-министром» (иногда также «премьером» или «первым министром»); до настоящего времени премьер-министр всегда занимает одно из министерских мест (обычно должность Первого лорда казначейства, исполняющего вместе с канцлером казначейства и парламентским секретарём казначейства обязанности Лорда-казначея). Сэр Роберт Уолпол обычно считается первым Премьер-министром в современном смысле этого слова.
Премьер-министр формально назначается монархом, который, согласно конституционному обычаю, должен выбрать человека, пользующегося наибольшей поддержкой Палаты общин (обычно лидера партии, имеющей большинство). В случае, если премьер-министр теряет доверие Палаты общин (что указывается принятием Постановления о недоверии), он обязан либо уйти в отставку (в этом случае Суверен может попробовать найти другого премьер-министра, пользующегося доверием палаты), либо попросить монарха о назначении новых выборов. Так как премьерство в некотором смысле по-прежнему остается должностью de facto, полномочия премьер-министра в основном определяются обычаем, а не законом, происходя от того, что занимающий эту должность может назначать (через Суверена) своих коллег по кабинету министров и использовать Королевские прерогативы, которые могут исполняться как самим премьер-министром, так и монархом по совету премьер-министра.

## История
Исторически власть над правительством королевства принадлежала Суверену, который пользовался советом парламента и тайного совета. Кабинет министров эволюционировал из тайного совета по мере того, как монарх стал советоваться с несколькими тайными советниками, а не со всем советом сразу. Однако эти органы были мало похожи на современный кабинет министров, так как они не возглавлялись одним человеком, они часто действовали несогласованно и назначались и распускались полностью по воле монарха без парламентского контроля.
Первое упоминание слов «Премьер-министр» в официальных правительственных документах произошло во времена Бенджамина Дизраэли. С тех пор название использовалось в документах, письмах и устной речи. В 1905 году должность Премьер-министра была обозначена в королевском свидетельстве, указывавшем порядок старшинства высших сановников. В списке по старшинству премьер-министр располагался сразу после Архиепископа Йоркского. К этому времени, по-видимому, произошло юридическое признание титула, так как позже он упоминался в законе 1917 года об имении Чекерс и законе о королевских министрах 1937 года.
Существуют многочисленные свидетельства, что должность «Премьер-министр» не была чётко определена актом Парламента, а скорее придумана историками. В 1741 году Палатой общин было объявлено, что «Согласно нашему государственному устройству, у нас не может быть единственного и первого министра… каждое… должностное лицо отвечает за свой собственный департамент и не должно вмешиваться в дела других департаментов». В то же время Палата лордов согласилась, что «Мы убеждены, что единственный или даже первый министр — это должностное лицо, неизвестное британским законам, несовместимое с государственным устройством и опасное для свободы любого правительства». Однако это во многом были партийные оценки того конкретного периода.
С другой стороны, в беседе лорда Мелвилла с Уильямом Питтом в 1803 последний утверждал, что «человек, обыкновенно называемый первым министром», был абсолютно необходим для нормальной работы правительства и выразил мнение, что таким человеком должен быть министр, отвечающий за финансы. В 1806 году Палата общин заявляла, что «государственное устройство не терпит идеи премьер-министра», и даже в 1829 году Палата общин снова заявила, что «не может быть ничего более вредного и не соответствующего государственному строю, чем признание существования такой должности актом парламента».
Издание Битсона Political Index of 1786 даёт список 'Премьер-министров и Фаворитов от вступления на трон Генриха VIII до настоящего времени'. С 1714 года Битсон (Beatson) указывает только одного единственного министра / Sole Minister, которым был Роберт Уолпол. В последующий период он выделял двух, трёх или даже четырёх людей как равных министров, к совету которых прислушивался король, и которые таким образом контролировали управление страной.
Первым актом Парламента, упоминавшим должность премьер-министра, был акт о поместье Чекерс, который был утверждён Королём 20 декабря 1917 года. Он определял поместье Чекерс, подаренное Короне сэром Артуром и леди Ли, для службы в качестве загородного дома для будущих премьер-министров.
Наконец, акт о министрах Короны (королевских министрах), который был утверждён Королём 1 июля 1937 года, давал официальное признание должности премьер-министра и определял оплату «Первого лорда казначейства и Премьер-министра» — двух должностей, которые обычно занимал премьер-министр. Акт делал некоторое различие между «положением» («position») Премьер-министра и «должностью» («office») Первого лорда казначейства, подчёркивая уникальный характер положения и признавая существование Кабинета. Тем не менее, табличка на двери Премьер-министра по-прежнему содержит надпись «Первый лорд Казначейства».

Недостаточное официальное признание положения премьер-министра создаёт проблемы при определении премьер-министров в истории Британии. Списки британских премьер-министров могут отличаться в зависимости от критериев выбранных составителем. Например, неудачные попытки сформировать правительство, такие, как попытка лорда Гренвилла в 1746 году, часто игнорируются. 

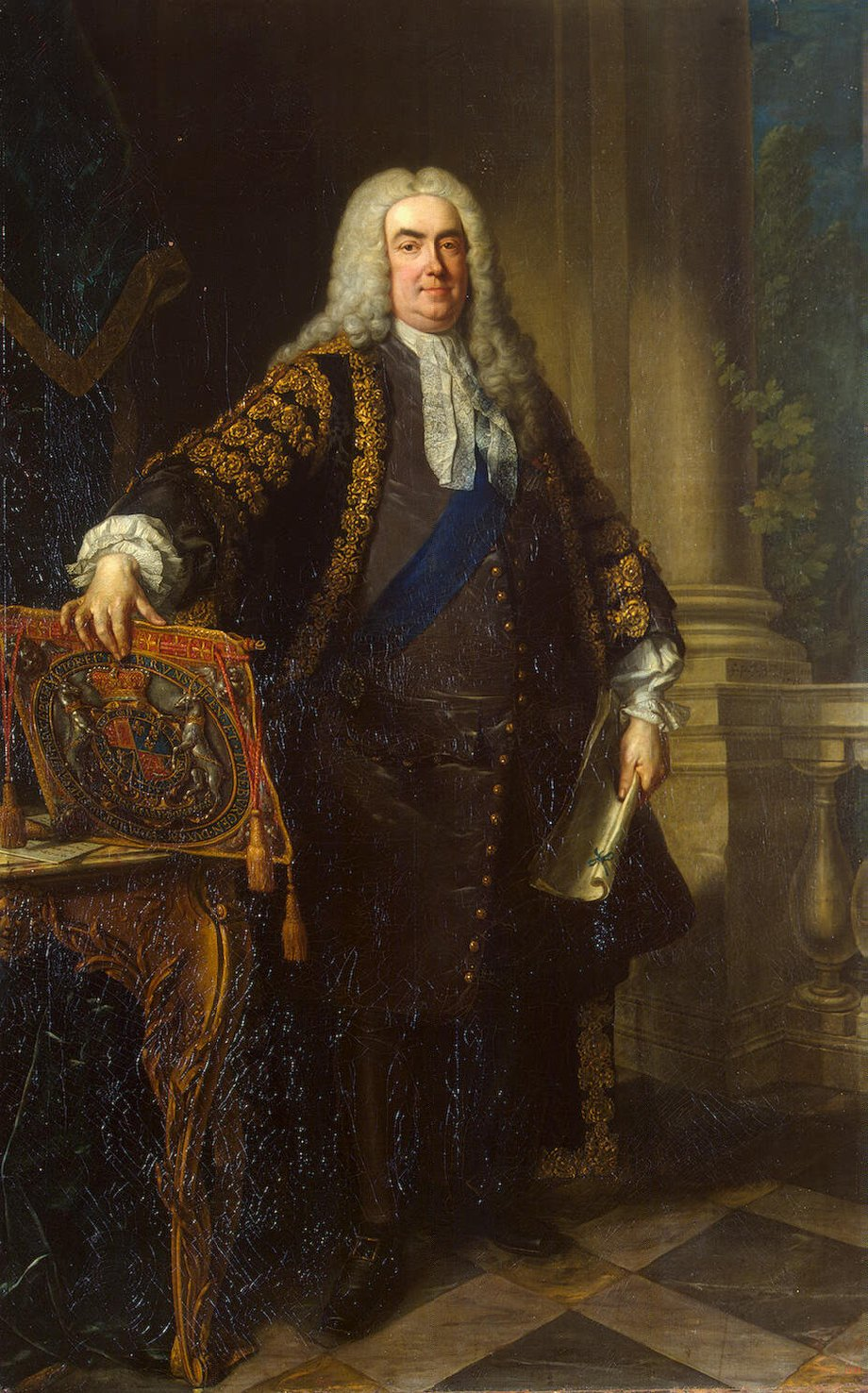
Портрет сэра Роберта Уолпола

 Обычно первым премьер-министром считается сэр Роберт Уолпол, который возглавил кабинет 4 апреля 1721 года. Его власть усилилась, потому что Георг I не участвовал активно в британской политике, занимаясь своим родным Ганновером. Уолпол считается первым премьер-министром не только из-за своего влияния на правительство, но также потому, что ему удалось убедить или заставить министров работать совместно, а не интриговать друг против друга с целью увеличения своей личной власти. Должность Уолпола — Первый лорд казначейства — стала связываться с руководством правительством и стала должностью, почти всегда занимаемой премьер-министрами.
Хотя Уолпол и считается первым премьер-министром, во время его правления слова «премьер-министр» использовались в качестве упрёка и осуждения его политическими противниками. Его правление и власть основывались на благосклонности короля, а не на поддержке Палаты общин. Занимавшие его должность после него уже не были так же влиятельны как он, королевская власть оставалась преобладающей. Тем не менее, власть короля понемногу уменьшалась, а премьер-министра росла. Во время последних лет жизни Георга II политика в основном определялась министрами, такими как Уильям Питт Старший.
Период царствования Георга III, который начался 25 октября 1760 года после смерти Георга II, особенно заметен в развитии должности премьер-министра. Во время своего царствования королю иногда приходилось под давлением парламента назначать министров, которые не нравились ему лично. Однако он вовсе не утратил полностью контроль за составом Кабинета, в некоторых случаях королю удавалось предотвратить назначение политиков, к которым он испытывал отвращение (например, Чарльза Джеймса Фокса). Тем не менее влияние монарха продолжало постепенно уменьшаться. Эта тенденция стала заметной во время царствования Вильгельма IV, последнего монарха, назначившего премьер-министра вопреки воле Парламента. Вильгельм попытался навязать свою личную волю в 1834 году, когда он отправил в отставку вига Уильяма Лэма и заменил его тори Робертом Пилем. Пиль, однако, не смог получить поддержку Палаты общин, где преобладали виги, и через несколько месяцев ушёл в отставку. Со времён Вильгельма IV монархи не пытались назначить премьер-министра против воли парламента (хотя в начале Второй мировой войны Уинстон Черчилль был назначен премьер-министром несмотря на то, что его партия была в то время в парламенте в меньшинстве).
С сокращением влияния монарха на министерские назначения росла роль Палаты общин. В начале XX века начало укореняться мнение, что премьер-министр должен быть ответственен перед Палатой общин, а не перед Палатой лордов, поэтому возник обычай, что премьер-министр должен сам принадлежать к Палате общин. Последним премьер-министром полностью из палаты лордов был Роберт Артур Талбот Гаскойн-Сесил, третий маркиз Солсбери, занимавший должность с 25 июня 1895 года по 11 июля 1902 года. 19 октября 1963 года премьер-министром был назначен член Палаты лордов Александр Фредерик Дуглас-Хьюм, но, вступив в должность, он отказался от своего пэрского титула 14-го графа Хьюма (англ. 14th Earl of Home), который носил с момента смерти отца 11 июля 1951 года), и был переизбран в Палату общин как депутат (единственный такой случай за всю историю Парламента).

## Должность
Хотя в последние годы это не мешало Премьер-министрам выполнять свою работу, официальный статус Премьер-министра несколько неоднозначен. У него практически нет законодательно определённой власти над другими членами Кабинета, вся работа по управлению страной теоретически выполняется министрами, полномочия которых более чётко определены актами Парламента. Премьер-министр одновременно занимает министерские должности Первого лорда казначейства, то есть главы комитета по исполнению обязанностей лорда-казначея, и министра гражданской службы.
В порядке старшинства, определённом королевской властью, Премьер-министр, если исключить членов королевской семьи, находится ниже только Архиепископа Кентерберийского, Архиепископа Йоркского и Лорда-канцлера.
В региональных правительствах Шотландии, Уэльса, и Северной Ирландии, должность соответствующая премьер-министру называется Первый министр. (См. Первый министр Шотландии, Первый министр Уэльса и Первый министр Северной Ирландии.)

## Срок полномочий
Суть должности премьер-министра определяется не кодифицированными законами, а неписаными и изменчивыми обычаями, известными как конституционные обычаи, которые развивались на протяжении британской истории. В настоящее время эти обычаи пришли к тому, что премьер-министр и кабинет министров должны пользоваться поддержкой демократически выбранной части Парламента Великобритании: Палаты общин. Суверен как конституционный монарх всегда действует в согласии с этими обычаями, как и сам премьер-министр.
Когда должность премьер-министра оказывается незанятой, Суверен назначает нового премьер-министра. Назначение формализовано: во время него проводится церемония, известная под названием «Целование рук». В согласии с неписаными конституционными обычаями монарх должен назначить человека, пользующегося поддержкой палаты общин: обычно лидера партии, получившей большинство в палате. Если ни у одной партии нет большинства (редкий случай при избирательной системе Соединённого Королевства), две или более группы могут создать коалицию, лидер которой становится премьер-министром. Партия большинства становится «Правительством Его или Её Королевского Величества», а следующая крупнейшая партия — «Верной оппозицией Его или Её Королевского Величества». Глава крупнейшей оппозиционной партии становится «Лидером оппозиции» и носит титул «Лидера верной оппозиции Его или Её Королевского Величества».

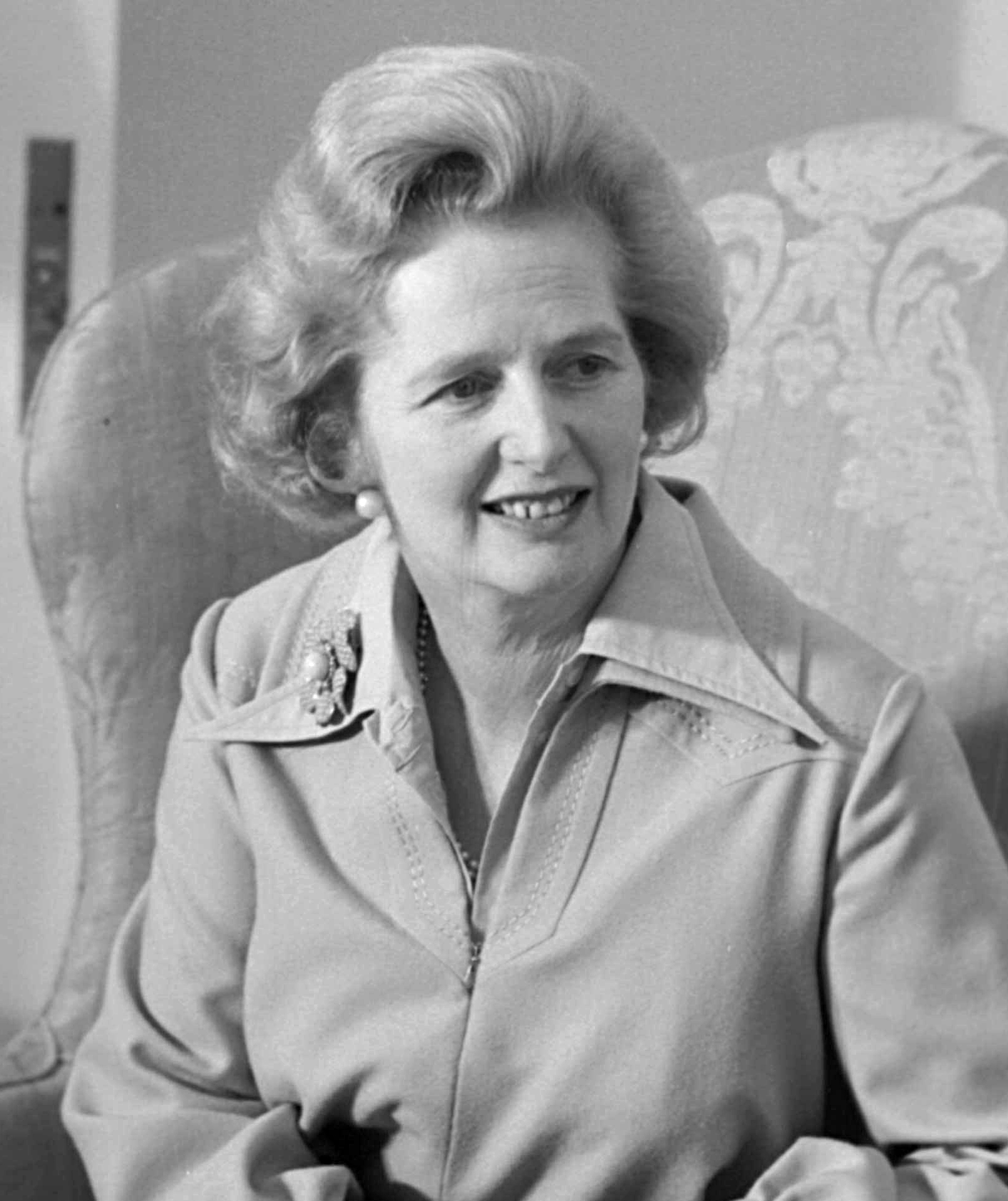
Маргарет Тэтчер была первой женщиной, занявшей должность премьер-министра Великобритании. Фотография 18 сентября 1975 года

Срок полномочий премьер-министра связан со сроком полномочий Палаты общин. Максимальный срок полномочий палаты — пять лет, на практике, однако, она по запросу премьер-министра распускается Монархом раньше. Обычно премьер-министр выбирает наиболее выгодный для его партии момент для роспуска, чтобы получить больше голосов на выборах. В некоторых обстоятельствах премьер-министр может быть вынужден либо распустить Палату общин, либо уйти в отставку. Это происходит в случае, если палата выражает недоверие или отказывается выразить доверие. То же самое происходит, если Палата общин отказывается принять бюджет или какую-то другую особенно важную часть программы правительства. Такое, однако, происходило редко: дважды в 1924 году и однажды в 1979 году. Первый случай произошёл сразу после неопределённого исхода выборов и привел к смене правительства, другие два случая завершились новыми всеобщими выборами.
Какой бы ни была причина — истечение пятилетнего срока, выбор премьер-министра или поражение правительства в Палате общин, после роспуска следуют новые всеобщие выборы. Если партия премьер-министра теряет большинство в Палате общин, премьер-министр уходит в отставку. Лидер победившей партии или коалиции назначается на должность премьер-министра Монархом. Обычай, обязывающий премьер-министра немедленно уйти в отставку после выборов, появился относительно недавно. Раньше премьер-министр мог встретить новый парламент и попытаться добиться его доверия. Эта возможность исчезла не полностью и может быть использована в случае, к примеру, когда ни у кого не будет в Палате общин большинства. Нечто подобное произошло в 1974 году, когда ни одна партия на выборах не получила абсолютного большинства. Тогда Эдвард Хит предпочёл не уходить в отставку сразу, а пытался договориться с третьей, Либеральной партией о формировании коалиции. Однако после неудачи переговоров Хиту всё-таки пришлось уйти в отставку.
Наконец, поражение на выборах — не единственное событие, которое может окончить полномочия премьер-министра. Например, Маргарет Тэтчер оставила свою должность потому, что потеряла поддержку своей собственной партии. Премьер-министр может оставить свою должность по личным причинам (таким, как состояние здоровья). Последним премьер-министром, умершим в своей должности, был Генри Джон Темпл, третий виконт Пальмерстон (в 1865 году). Единственным убитым премьер-министром был Спенсер Персеваль в 1812 году.

## Власть и её ограничения
Основной обязанностью премьер-министра является формирование правительства, то есть создание Кабинета, который сможет удержать поддержку Палаты общин после назначения Монархом. Он координирует политику и действия кабинета и различных правительственных департаментов, представляя собой «лицо» правительства его Величества. Монарх исполняет многие из королевских прерогатив по совету премьер-министра.
Главнокомандующим британских вооружённых сил является Монарх. Однако на практике развёртыванием и расположением вооружённых сил обычно de facto распоряжается премьер-министр. Премьер-министр может дать разрешение на использование британского ядерного оружия. Объявлять войну и заключать мир может только монарх. Причём не только от имени Британии, но и от имени других государств, признающих над собой власть британской короны, это Канада, Австралия, Новая Зеландия и ещё одиннадцать государств.
Премьер-министр также располагает большой властью в назначениях на должности. В большинстве случаев, сами назначения делаются монархом, но подбор кандидатур и рекомендации делаются премьер-министром. Министры, Тайные советники, Послы и Верховные комиссары, высшие чиновники, старшие офицеры, члены важных комитетов и комиссий подбираются и, в некоторых случаях, могут быть смещены премьер-министром. Кроме того, по совету премьер-министра Монарх жалует пэрство и рыцарство. Формально, он также даёт совет Монарху о назначении архиепископов и епископов англиканской церкви, но здесь он ограничен существованием Королевской комиссии по назначениям. Назначение высших судей, хотя формально и происходит по совету премьер-министра, сейчас решается на основании работы независимых органов. Из британских наград премьер-министр не контролирует Орден Подвязки, Орден Чертополоха, Орден Заслуг и Орден Виктории, которые являются личными подарками Монарха. Распределение власти над назначениями между Монархом и премьер-министром неизвестно, оно, вероятно, зависит от личных отношений между Монархом и текущим премьер-министром.

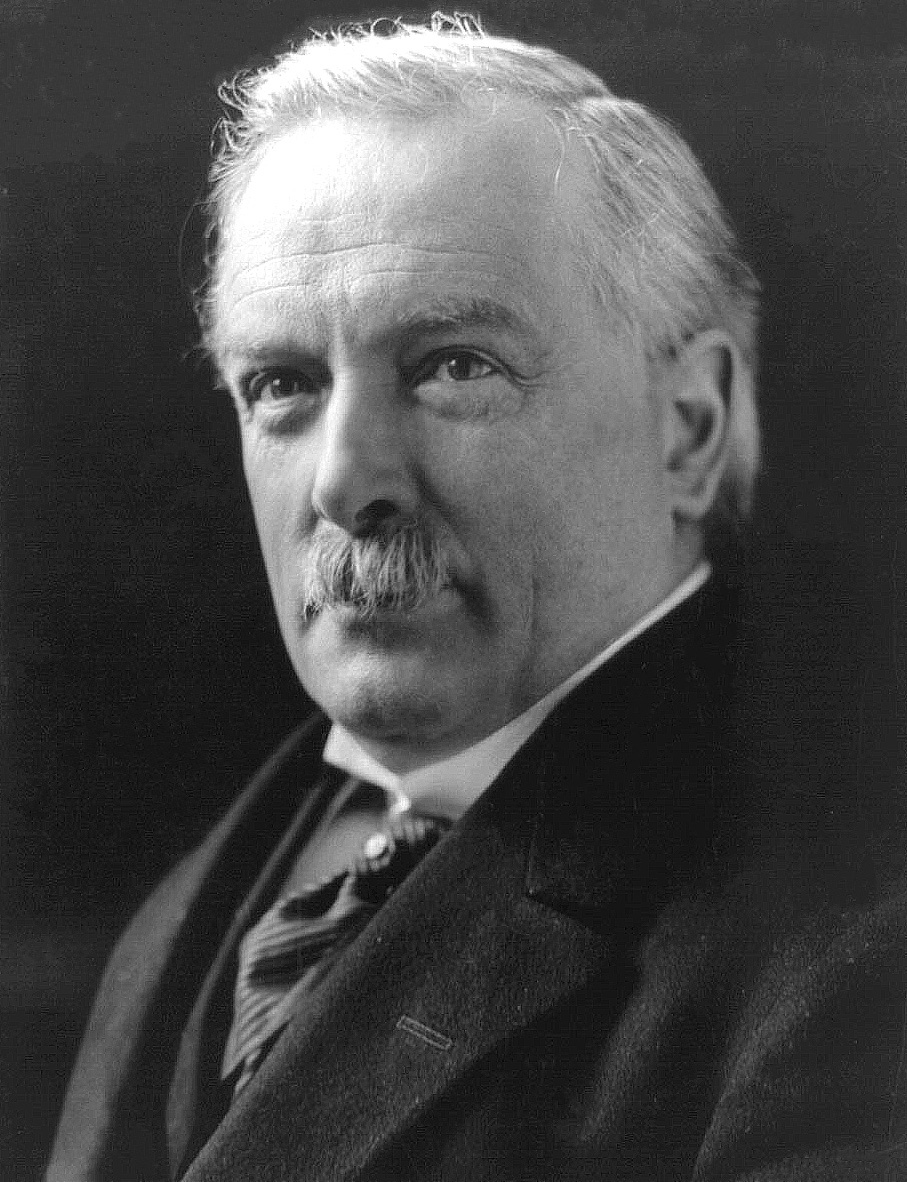
Дэвид Ллойд Джордж, занимавший должность с 6 декабря 1916 года по 19 октября 1922 года, часто приводится в качестве примера сильного премьер-министра. Фотография около 1919 года

Существует несколько ограничений на власть премьер-министра. Во-первых, он или она (по крайней мере теоретически) только первый среди равных в Кабинете министров. Власть премьер-министра над кабинетом может быть разной. В некоторых случаях премьер-министр может быть только номинальным главой правительства, в то время как реальная власть принадлежит другому человеку. Слабые или номинальные премьер-министры были обычным делом до двадцатого века; в качестве примера можно привести Уильяма Кавендиша, четвёртого герцога Девонширского и Уильяма Кавендиша-Бентинка, третьего герцога Портлендского.
В противоположном случае, однако, премьер-министры могут быть настолько сильны, что становятся «полупрезидентами» Примерами сильных премьер-министров могут быть Уильям Гладстон, Дэвид Ллойд Джордж, Невилл Чемберлен, Уинстон Черчилль, Маргарет Тэтчер и Тони Блэр. Власть некоторых премьер-министров исчезала, в зависимости от их энергии, политического искусства или внешних событий: Рамсей Макдональд, например, был сильным премьер-министром в лейбористском правительстве, но при «национальном правительстве» его власть уменьшилась настолько, что в последние годы он оставался только номинальным главой правительства.
Власть премьер-министра также ограничена Палатой общин, поддержку которой он должен сохранять. Палата общин частично контролирует действия премьер-министра через слушания в комиссиях и через время вопросов, время выделяемое раз в неделю, в которое премьер-министр должен отвечать на вопросы лидера оппозиции и других членов палаты. На практике, однако, правительство, имеющее большинство в палате, может особенно не опасаться «восстания заднескамеечников».
Члены парламента могут занимать министерские должности (существует до 90 должностей различного уровня), и опасаться смещения с должности, если не будут поддерживать премьер-министра. Кроме того, очень сильна партийная дисциплина: член парламента может быть исключён из своей партии, если не будет поддерживать свою партию по важным вопросам, и хотя это не означает немедленного лишения места в парламенте, это сделает для него перевыборы очень сложным делом. Если у правящей партии есть значительное большинство в палате, то контроль за действиями правительства со стороны палаты совсем ослабевает. В целом, премьер-министр и его коллеги могут провести практически любой закон.
За последние 50 лет роль и власть премьер-министра подверглись значительным изменениям. Происходил постепенный переход от коллективного принятия решений кабинетом к преобладанию премьер-министра. Некоторые комментаторы, такие как Майкл Фоли, утверждают, что de facto существует «Британское президентство». Многие источники, такие как бывшие министры, утверждают, что в правительстве Тони Блэра основные решения принимались им самим и Гордоном Брауном, а кабинет оставался в стороне. Отставные министры, такие как Клэр Шорт и Крис Смит, критиковали такое положение дел. Во время своей отставки Шорт осудила «централизацию власти в руках премьер-министра и всё меньшего числа советников».

## Привилегии

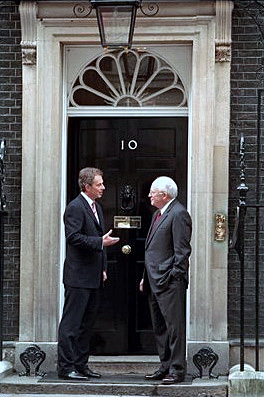
Тони Блэр и Дик Чейни у главного входа на Даунинг-стрит 10, лондонской резиденции премьер-министра. 11 марта 2002 года

Премьер-министр получает зарплату первого лорда казначейства. На 2006 год она составляет £127 334, сверх того, что он получает £60 277 как член парламента. Премьер-министр традиционно живёт на Даунинг-стрит, 10, в Лондоне, в доме, который Георг II подарил Роберту Уолполу в качестве личного подарка. Уолпол, однако, согласился принять его только как официальную резиденцию Первых лордов, а не как подарок для себя лично, и поселился там в 1735 году. Хотя большинство Первых лордов жили на Даунинг-стрит, 10, некоторые жили в своих частных домах. Обычно так поступали аристократы, которые сами владели большими домами в центре Лондона. Некоторые, такие как Гарольд Макмиллан и Джон Мейджор жили в Адмиралтейском доме, пока на Даунинг-стрит, 10, вёлся ремонт и реконструкция. В примыкающем доме Даунинг-стрит, 11, располагается резиденция второго лорда казначейства. Даунинг-стрит, 12, является резиденцией главного парламентского кнута.
Премьер-министр также может использовать загородную резиденцию Чекерс в Бакингемшире.
Премьер-министр, как и другие министры кабинета, по обычаю является членом Тайного совета.